# День археолога

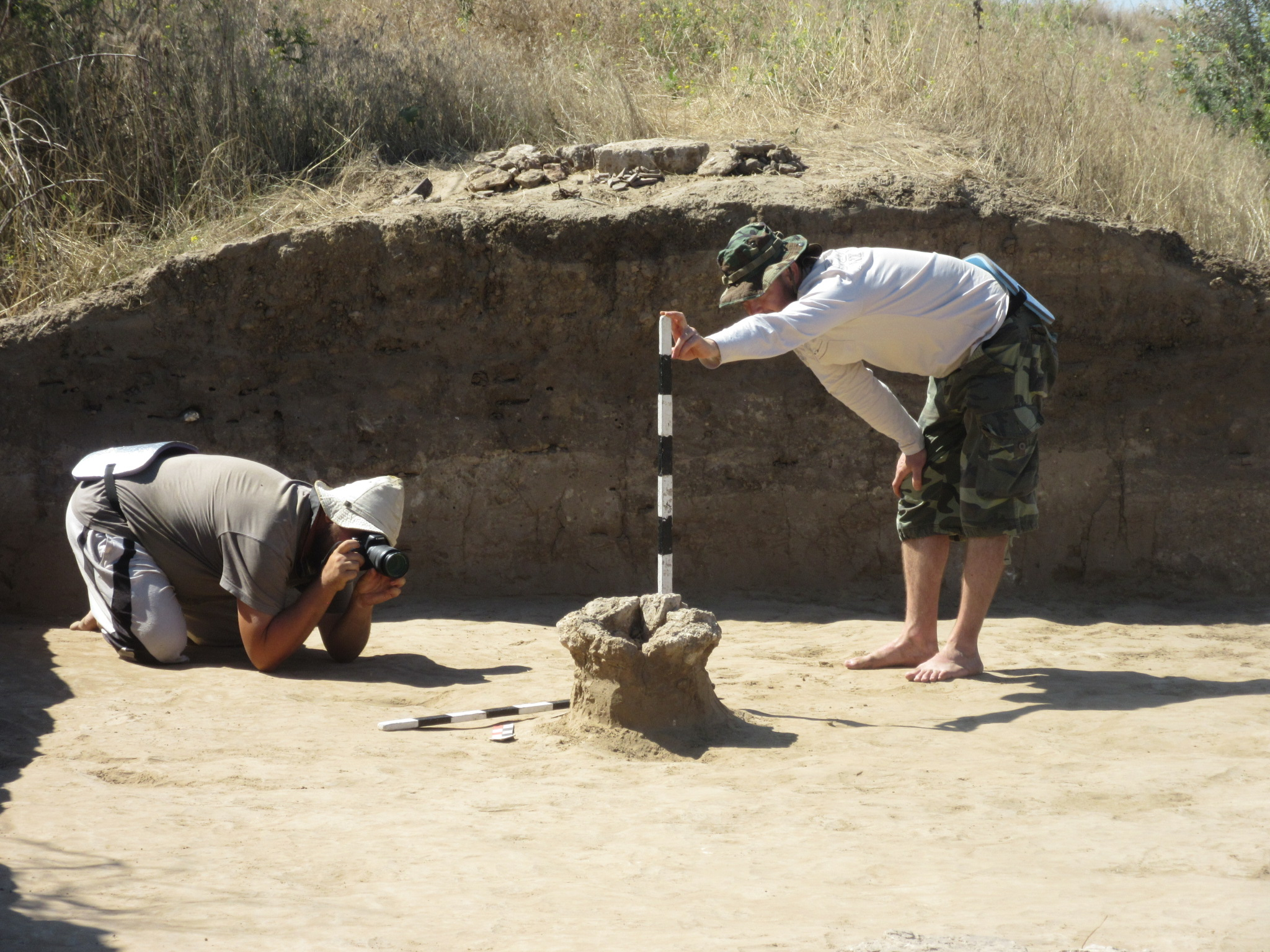
Археолог Сергій Нємцев з допомогою учасника експедиції Івана Шевцова роблять фотофіксацію античного об'єкта перед засипкою землею. Білозерське поселення, IV-III ст. до н.е. (Херсонська область)

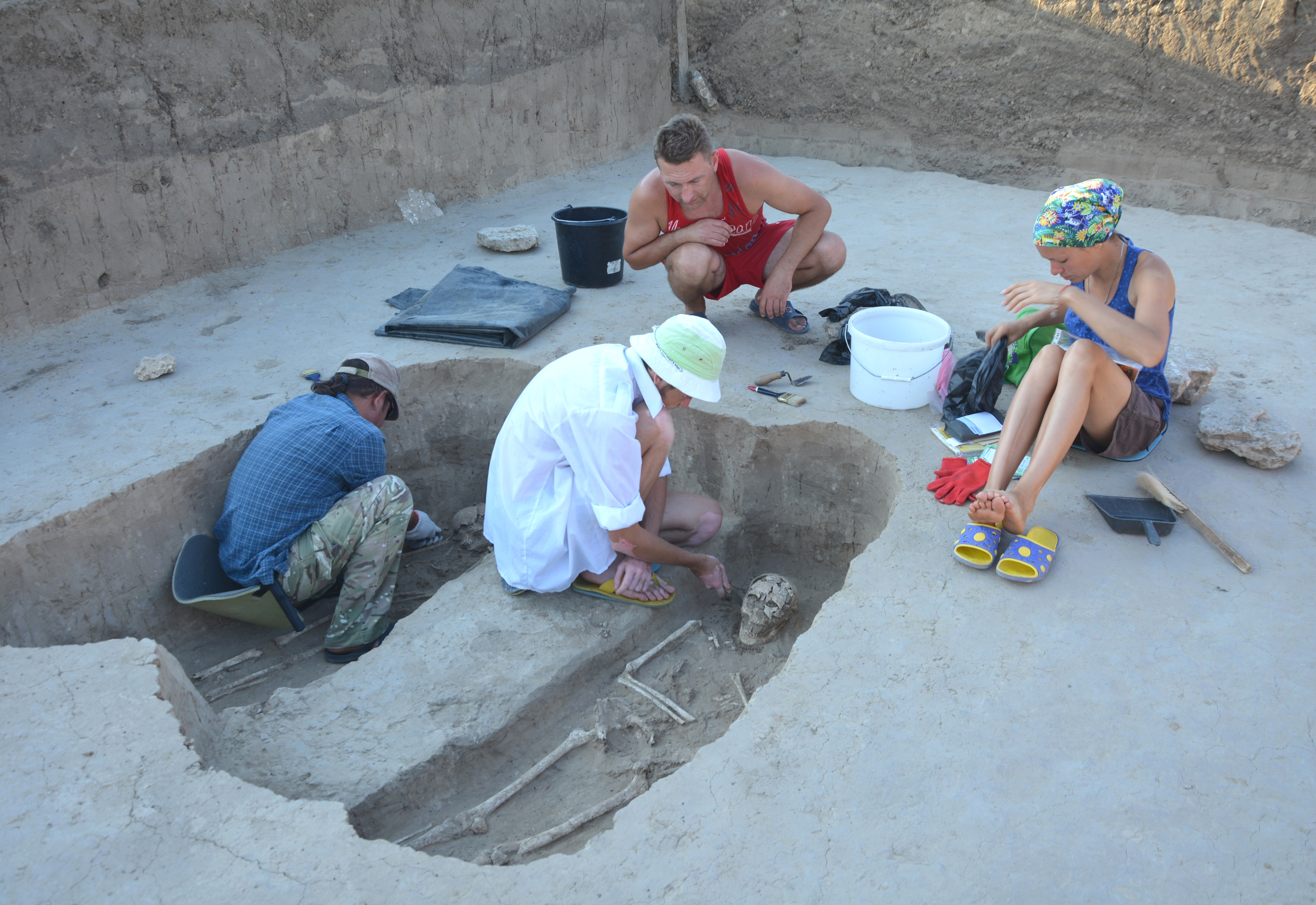
Археологи працюють із скелетами похованих у пізньоскіфському некрополі у селищі Червоний Маяк (Херсонська область)

Де́нь архео́лога — професійне свято археологів України, неофіційне свято археологів Росії. Відзначається щорічно 15 серпня.

## Історія свята
За однієї з версій традиція святкування цього дня на території СРСР (як неофіційного) сягає Трипільської експедиції 1940—1950-х років, яку очолювала видатний археолог Тетяна Сергіївна Пассек (день народження — 15 серпня).
За легендою, уперше День археолога на теренах СРСР святкували 1947 року археологи Волго-Донської археологічної експедиції під керівництвом Бориса Міхліна. Відтоді це свято відзначали всі археологічні експедиції, що перебували на дослідженнях «у полі». Цього дня новачків в багатьох експедиціях посвячують у археологи, часто наслідуючи давні містерії,,.
До 2008 року свято в Україні було неофіційним (у Росії воно таким і залишилось).
Свято встановлено в Україні Указом Президента від 6 серпня 2008 року № 694/2008 «Про День археолога», «…ураховуючи вагомий внесок українських учених-археологів у розвиток вітчизняної археології, дослідження, збереження, популяризацію археологічної спадщини України та на підтримку ініціативи громадськості…».
Це рішення в середовищі українських археологів сприйняли неоднозначно. Зокрема, в середовищі частини археологів функціонує міф про "донощиство" Т.С.Пассек та неприйняття в зв'язку з цим дати святкування 15 серпня. Яскравим прикладом такого суб'єктивного ставлення є слова керівника Рятувально-археологічної служби Львова Олега Осаульчука, який 2009 р. зробив з цього приводу таку заяву:
 «Це фактично відзначення дня народження Тетяни Пасик — відомої радянської російської дослідниці Трипільської культури 1920-50-их років, яка протягом тих трьох десятиліть визначала розвиток археологічної науки в Радянському Союзі. Але в 1930-их роках через її перо, тобто за її підписами й доносами, не одного дослідника було здано НКВД, у тому числі й Вавилова. Йшла боротьба за виживання: ти здаєш і рухаєшся далі. Я не прихильник відзначення цього дня народження, який у 1960-80-ті роки був неофіційним День археолога в Радянському Союзі. Спершу Тетяна Пасик визначала археологію в СРСР, потім Борис Рибаков. А чому Президентові, який є прихильником Трипільської культури, було не згадати, що цю культуру відкрив чех з походження Вікентій Хвойка. А для західноукраїнської археології найбільше зробив Ярослав Пастернак, 6 липня відкривши рештки Успенського собору в Галичі? Тобто, якщо бути поміркованим націоналістом, то можна було приурочити День археолога до уродин Хвойки або відкриття Успенського собору. А в результаті ми отримали черговий ляпсус, коли наш „ультранаціоналістичний“ Президент призначив День археолога на день народження одіозної особи в археології. Я не заперечую її наукові досягнення, але не сприймаю її людські вчинки. Заперечувати сам факт встановленого указом Дня археолога нема сенсу, просто слід наповнювати його своїм національним змістом. Нам зараз важливо про це бодай почати говорити, тоді згодом зможемо виступити із ініціативою відповідного святкування».

## Привітання
- Вітання Президента України археологам України [Архівовано 22 вересня 2008 у Wayback Machine.]